# 千代田町立西小学校
千代田町立西小学校（ちよだちょうりつにししょうがっこう）は、群馬県邑楽郡千代田町にある公立小学校である。

## 概要
学校教育目標は「なかよく かしこく たくましく」である。また、千代田西小学校かがやきプランとして、教育の仕組みを構築している。

## 校歌
作曲は海沼実、作詞は清水房之亟が行っている。

## 学区
本校の学区にあたるのは、以下の地区である。
- 赤岩
- 赤岩西
- 鍋谷
- 福島
- 新福寺
- 舞木
- 舞木東